# Букретов, Николай Адрианович
Никола́й Адриа́нович Букре́тов (25 марта (6 апреля) 1876, Российская империя — 8 мая 1930, Нью-Йорк, Нью-Йорк, США) — российский политический и военный деятель. Генерал-майор 90-го Онежского пехотного полка, герой Первой мировой войны, участник Гражданской войны на Кубани. Третий и последний атаман Кубанской народной республики.

## Биография
Родился 6 апреля 1876 года, происходил из горских грузинских евреев-кантонистов, приписанных к Кубанскому казачьему войску.
Образование получил в Тифлисском реальном училище, после чего 12 августа 1894 года был зачислен на военно-училищный курс Московского пехотного юнкерского училища. Выпущен 12 августа 1896 года подпоручиком в 15-й гренадерский Тифлисский полк, 12 августа 1899 года произведён в поручики.
Вскоре Букретов сдал вступительные экзамены в Николаевскую академию Генерального штаба, из которой был выпущен в 1903 году по 1-му разряду. 23 мая 1903 года за успехи в науках был произведён в штабс-капитаны. Состоял при штабе Кавказского военного округа.
С 8 ноября 1903 года по 20 декабря 1904 года отбывал цензовое командование ротой в 15-м гренадерском Тифлисском полку, 22 декабря 1904 года назначен помощником старшего адъютанта штаба Кавказского военного округа, 14 апреля 1905 года произведён в капитаны.
14 октября 1907 года Букретов был прикомандирован к Тифлисскому пехотному юнкерскому училищу для преподавания, 6 декабря 1908 года произведён в подполковники. Продолжая числиться в училище, он со 2 мая по 2 сентября 1910 года вновь находился в 15-м гренадерском Тифлисском полку, где проходил цензовое командование батальоном. 6 декабря 1911 года получил чин полковника. 10 апреля 1912 года назначен старшим адъютантом штаба Кавказского военного округа; в том же году исполнял обязанности генерал-квартирмейстера округа.
После начала Первой мировой войны Высочайшим приказом от 2 декабря 1914 года назначен начальником штаба 2-й Кубанской пластунской бригады. Высочайшим приказом от 2 февраля 1915 года награждён орденом Святого Георгия 4-й степени
За то, что 12-го декабря 1914 года, получив приказание задержать наступление на с. Саракамыш противника в превосходных силах, во главе незначительного отряда решительно выдвинулся вперёд на встречу противнику и в течение 13-го, 14-го и 15-го декабря стойко выдерживал ряд настойчивых атак неприятеля, давая тем возможность выиграть время для подхода подкреплениям и пространство для развёртывания войск, сосредоточившихся у Саракамыша. 16-го, 17-го и 18-го декабря 1914 года полковник Букретов во главе своего отряда, усиленного шестью батальонами, с невероятными усилиями, под губительным ружейным и пулемётным огнём противника, совершил подъем на гору и частью своих сил преградил дорогу с горного перевала на запад, чем разъединил две группы турецких войск, занимавших перевалы и закончил охват правого фланга противника.

Результатом всех названных действий полковника Букретова было удержание в наших руках с. Саракамыша, несмотря на подавляющее превосходство сил неприятеля, заходивших в тыл нашего расположения.
11 октября 1915 года Букретов был назначен командиром 90-го пехотного Онежского полка, в начале 1916 года произведён в генерал-майоры (со старшинством от 6 декабря 1915 года) и 29 июля 1916 года назначен начальником 2-й Кубанской пластунской бригады.
После Октябрьской революции Букретов был назначен командующим Кубанскими войсками и членом
Кубанского правительства Быча, но уже в начале 1918 года вышел в отставку. Во время недолгого занятия Екатеринодара большевиками он занимался производством кислого молока на своей ферме.
После занятия Кубани Добровольческой армией Букретов был назначен Бычем председателем продовольственного комитета. В 1919 году арестован генералом Покровским по обвинению во взяточничестве и превышении власти, но вскоре освобождён. В начале января 1920 года избран Кубанской радой войсковым атаманом Кубанского казачьего войска.
После эвакуации белых из Новороссийска Букретов с большей частью кубанских казаков отошёл к Сочи. В апреле 1920 года находился в Севастополе, где вёл переговоры с генералом Врангелем, который требовал перевоза кубанских войск в Крым. Переговоры были безуспешны и в результате под Сочи значительная часть кубанских казаков сдалась Красной Армии, а Букретов, сдав командование генералу Морозову, сложил с себя звание атамана и бежал с другими членами Кубанской рады в Грузию.
Позже уехал в Константинополь (Стамбул), где проживал до 1922 года и числился по Генеральному штабу Русской армии за границей. В 1922 году эмигрировал в США.
Скончался в Нью-Йорке 8 мая 1930 года.

## Награды
- Орден Святого Станислава 3-й степени (1906 год)
- Орден Святой Анны 4-й степени (?)
- Орден Святой Анны 3-й степени (6 декабря 1909 года)
- Орден Святого Станислава 2-й степени (6 декабря 1913 года)
- Орден Святой Анны 2-й степени с мечами (9 ноября 1914)
- Орден Святого Георгия 4-й степени (2 февраля 1915 года)[2]
- Орден Святого Владимира 4-й степени с мечами и бантом (22 августа 1915 года)[3]
- Орден Святого Владимира 3-й степени с мечами (26 ноября 1916 года)[4]
- Орден Льва и Солнца 3-й степени (Персия) (1916 год)
- Орден Святой Анны 1-й степени с мечами (10 июня 1917 года)
- Медаль «В память 100-летия Отечественной войны 1812 года» (1912)
- Медаль «В память царствования 300-летия дома Романовых» (1913)